# سانجالي موروجان
سانجالي موروجان هو منتج أفلام وكاتب سيناريو ومخرج وممثل هندي، ولد في 26 مارس 1994 في الهند.

## وصلات خارجية
- سانجالي موروجان على موقع IMDb (الإنجليزية)
- سانجالي موروجان على موقع قاعدة بيانات الفيلم (الإنجليزية)